# テトリス (柊マグネタイトの曲)
「テトリス」は、作詞・作曲・編曲を柊マグネタイト､MVのイラストを瀬奈悠太が行ったボーカロイド楽曲｡使用ボーカロイドは重音テトSV｡2024年11月8日に公開された｡

## 概要
2025年7月20日現在､YouTubeに投稿された動画は､7800万以上の再生数を記録している｡また､ニコニコ動画に投稿された動画は現在390万回以上の再生数を記録している｡
『テトリス』を基にした楽曲であり､サビに同ゲームのBGMであるロシア民謡「コロベイニキ」（コロブチカ）のメロディーが引用されているが､タイトル・楽曲の権利チェック及び編曲は審査済みとのこと。
2025年1月9日、音楽ゲーム『SOUND VOLTEX』にプレイ楽曲として収録された。
2025年6月2日、音楽ゲーム『プロジェクトセカイ カラフルステージ！ feat. 初音ミク』にプレイ楽曲として収録された。

## 影響
2025年2月17日、日本マクドナルドの公式Xでパロディ動画が投稿され話題となった。
「MUSIC AWARDS JAPAN 2025」の「最優秀ボーカロイドカルチャー楽曲賞」にノミネートされた。